# Ежегол
Ежего́л (Усть-Чаново) — упразднённый в 1979 году посёлок в Таштагольском районе Кемеровской области. Входил в состав Спасского поссовета. После упразднения — урочище.

## История
До октября 1959 года входил в Усть-Селезенский сельсовет. Постановлением Кемеровского облисполкома № 864 от 28 октября 1959 года вошёл в состав Усть-Майринского сельсовета.
Решением Кемеровского облисполкома № 96 от 31 января 1966 года, Усть-Майринский сельский совет был упразднён, а посёлок Ежегол был передан в административное подчинение Спасского поселкового совета.
Постановлением Кемеровского облисполкома № 517 от 24 октября 1979 года посёлок Ежегол был упразднён и исключён из списка учётных данных.

## География
Урочище Ежегол расположено на правом берегу реки Кондома, в месте впадения в неё реки Сухое Турло, в 4-х километрах от посёлка Турла.
Территория бывшего посёлка находится на землях лесного фонда относящимся к Таштагольскому лесничеству.
Центральная часть бывшего населённого пункта расположена на высоте 400 метров над уровнем моря.

## Население
В 1968 году проживало 22 жителя.
В настоящее время население полностью отсутствует.